# Brindley Heath
Brindley Heath est un village et une paroisse civile du Staffordshire, en Angleterre.